# The Will To Kill
The Will To Kill – ósmy album studyjny amerykańskiej grupy muzycznej Malevolent Creation. Wydawnictwo ukazało się 11 listopada 2002 roku nakładem wytwórni muzycznej Arctic Music Group. Nagrania zostały zarejestrowane w Mana Studio w Tampie w stanie Floryda.

## Lista utworów
Opracowano na podstawie materiału źródłowego.
1. "The Will to Kill" - 3:58
2. "Pillage and Burn" - 2:21
3. "All That Remains" - 3:54
4. "With Murderous Precision" - 3:48
5. "Lifeblood" - 3:30
6. "Assassin Squad" - 3:04
7. "Rebirth of Terror" - 3:34
8. "Superior Firepower" - 3:33
9. "Divide and Conquer" - 4:58
10. "The Cardinal's Law" - 5:18
11. "Burnt Beyond Recognition" - 3:32

## Twórcy
Opracowano na podstawie materiału źródłowego.
| - Kyle Symons - wokal prowadzący - Phil Fasciana - gitara rytmiczna, gitara prowadząca - Rob Barrett - gitara rytmiczna, gitara prowadząca - Gordon Simms - gitara basowa - Justin DiPinto - perkusja |  | - James Murphy - gitara prowadząca (utwór 6) - Shawn Ohtani - gitara prowadząca (utwór 3), inżynieria dźwięku - Bernard Belley - mastering - Jean-François Dagenais - miksowanie, produkcja muzyczna - Travis Smith - okładka, oprawa graficzna |